# ジャン・デトワイラー
ジャン・デトワイラー（Jean Daetwyler, 1907年1月24日 - 1994年6月4日）は、スイスの作曲家。
バーゼル出身。バーゼル・スコラ・カントルムで学んだ後、パリに出てセザール・フランク音楽院に入学した。その後1927年から1938年までヴァンサン・ダンディ、シャルル・ケクランに師事した。1939年にスイスに帰国し、シエールに居を構えた。1947年から1972年までシオン音楽院の和声と対位法の教授を務めた。さらに1948年には「ラ・シャンソン・デュ・ローヌ」を設立し、1990年まで指揮をした。
作品にはグレゴリオ聖歌とヴァレー州の民謡と表現主義音楽の影響が見られる。『アルプホルンのための協奏曲』など600近い作品を残している。

## 文献
- Jean Daetwyler: Croches et anicroches en Pays valaisan, Edition Monographic, Sierre, 1984, 239 p.
- Ernst Schöpf: Souvenirs d'un Gèrondin, Sierre, 2003
- Matthias Leuthold: Jean Daetwyler und die Blasmusik, 1994, 99 p.